# 시샤팡마산
시샤팡마산(중국어 간체자: 希夏邦马, 병음: Xī xià bāng mǎ)은 중국 티베트에 위치한 고봉으로 세계에서 가장 높은 봉우리를 일컫는 14좌 중에서는 가장 낮은 세계 제14봉이다. 8000미터 봉우리에 해당하는 산 중에서 유일하게 중국 영토 내에 위치한 산이다.
1964년 5월 2일 중국 등반대가 등정에 성공하여 14좌 중에서는 가장 늦게 인간의 등반을 허락하였다.